# 罗梦湖
《罗梦湖》，全称《罗梦湖的美丽湖岸》（The Bonnie Banks o' Loch Lomond），是一首著名的苏格兰传统民谣，第一次被整理發表是在1841年。

## 历史背景

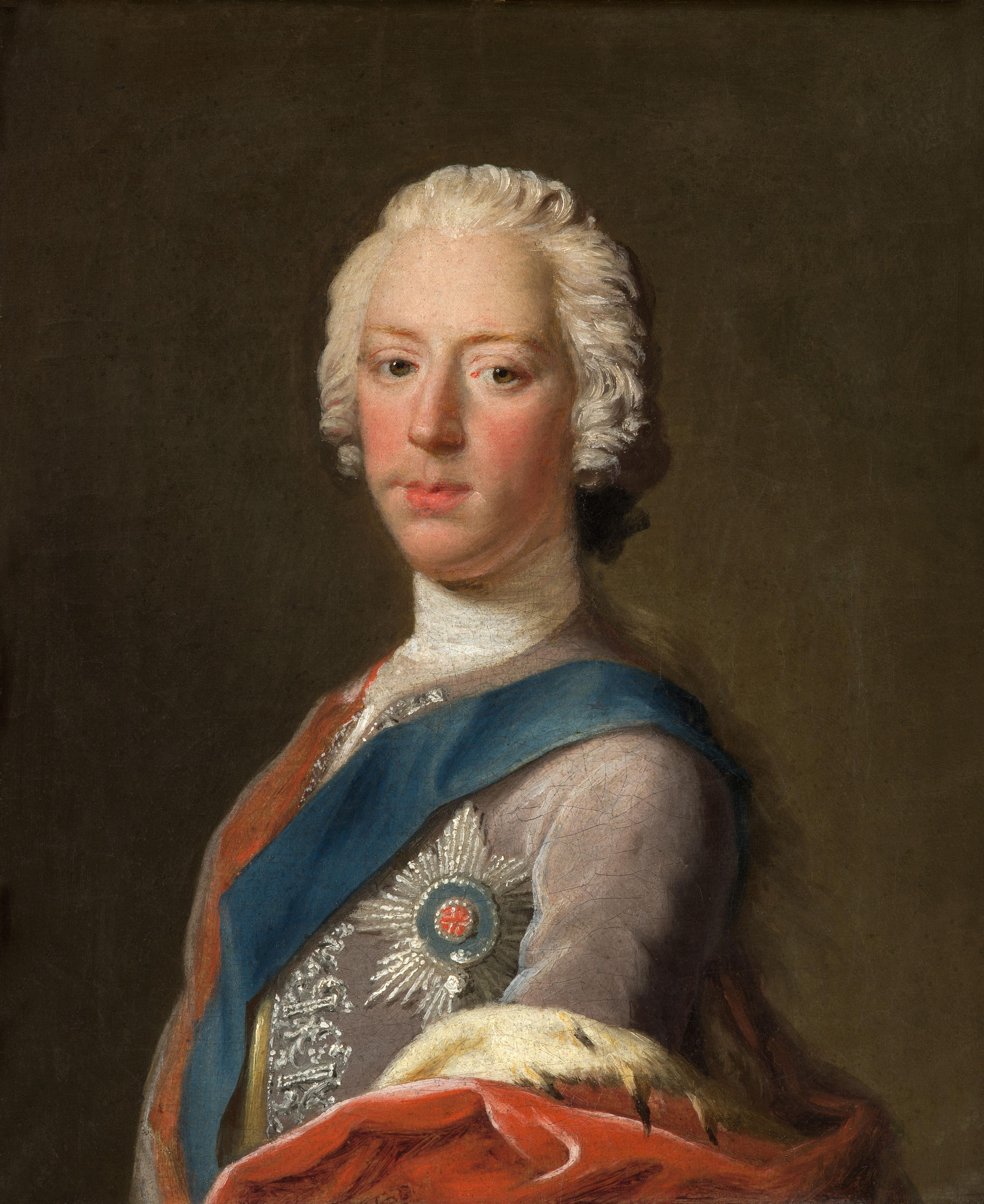
英俊王子查理

这是一首在苏格兰流传数百年的民谣，歌词、旋律忧伤凄美。因为它的背后是段破碎的梦，是生离死别和爱的寻觅。那是在1745年，为了自由，苏格兰人民追随詹姆斯党王位宣称者、富有魅力的英俊王子查理反抗英国政府的统治，但最终英国军队在卡洛登战役中彻底打败了苏格兰起义者。洛蒙德湖（罗梦湖）地区的苏格兰部族也追随王子作战，因而在战争失败后遭到灭顶打击，许多人失去亲人和家园。这首民谣就产生于那个悲情的岁月。

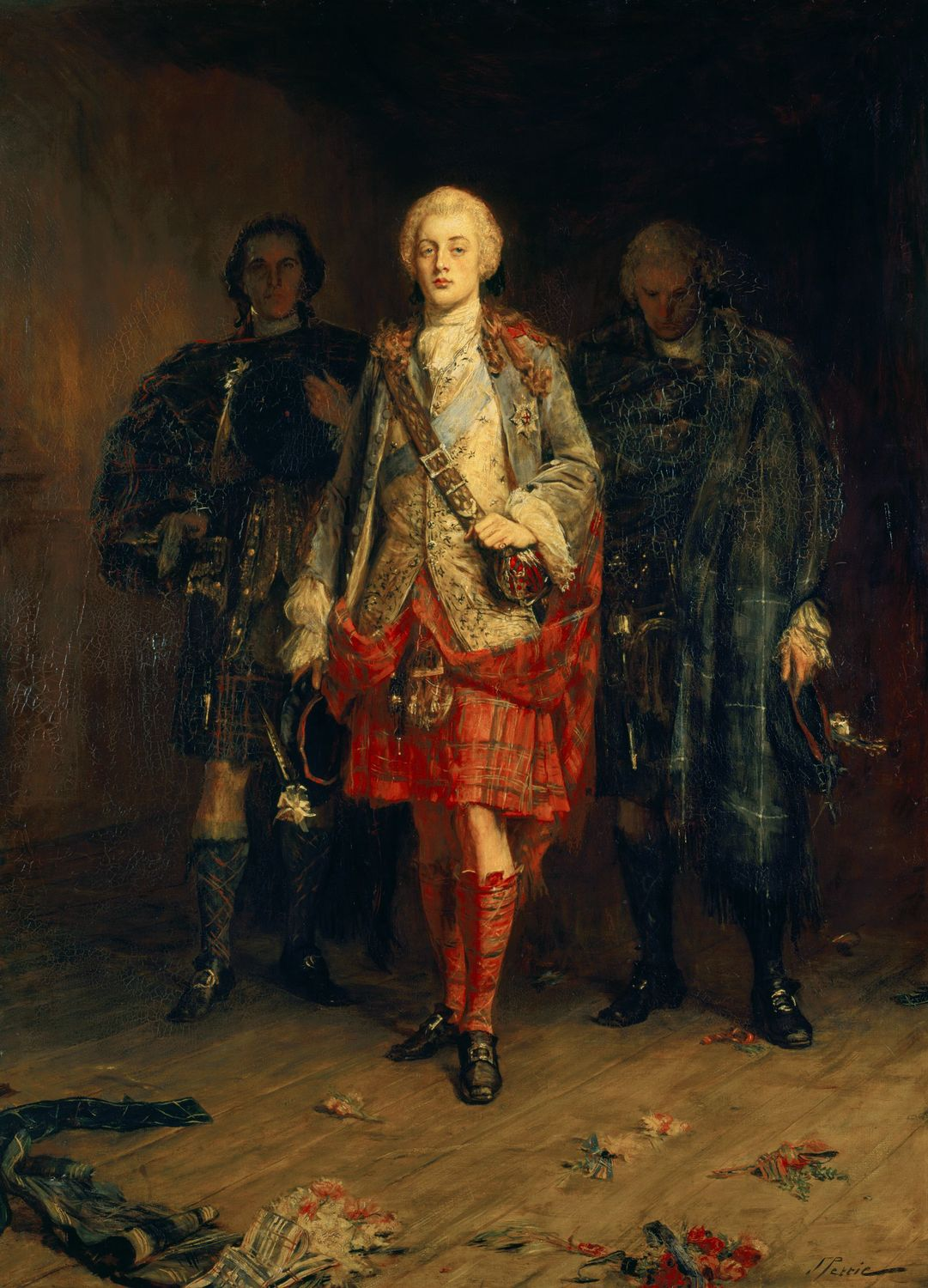
英俊王子查理

《罗梦湖》的传唱，缘自两个传说，一种说法是这首歌本是一位年轻战士写给女友的情书，这个小伙子在被处死前（传说当时英国军队让被俘的苏格兰战士抽签，一半的人将被释放，而另一半的人将被处死），托他已经获得自由的战友把他最后的遗言写在信里转告他的女友。歌里讲述了这封信沿着高地之路，以及被夺去生命的小伙子的灵魂沿着低地之路（或精神之路）回归苏格兰的过程。
另一种说法是，这首歌是一个在伦敦被处死的苏格兰青年的妻子所唱。因为被处死者的头颅要挂在长矛上在伦敦到苏格兰的格拉斯哥间的所有城市示众，这个过程是沿着比较重要的大路（high road），而遇害者的家属是由农民走的小路（low road）回乡。

## 中文歌词

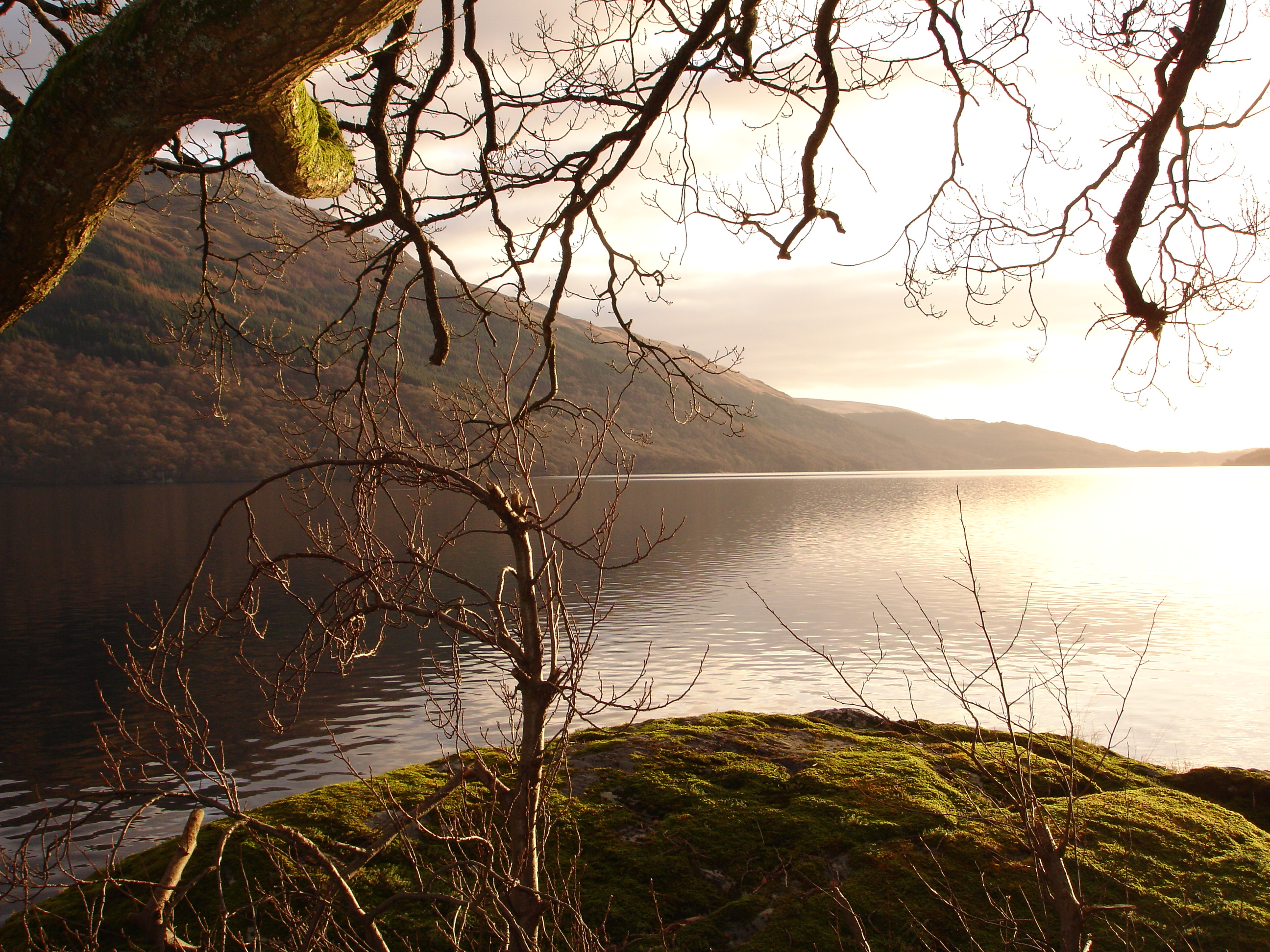
洛蒙德湖（罗梦湖）

1.

傍着青青的山，依着碧绿的水，

太阳照耀在罗梦湖上。

我和我的爱人时常来游逛，

在那最美丽的罗梦湖岸上。

你走山路，我走平原，

我要比你先到苏格兰。

但我和我爱人永不能再相见，

在那最美丽的罗梦湖岸上。

2.

回想我们分手在幽暗的山谷里，

分手在峻峭的罗梦山旁，

看那高山笼罩着紫色霞光，

又见明月在黄昏中升起。

你走山路，我走平原，

我要比你先到苏格兰。

但我和我爱人永不能再相见，

在那最美丽的罗梦湖岸上。

3.

小鸟在歌唱，野花在开放，

阳光下面湖水已入梦乡，

虽然春天能使忧愁的心欢畅，

破碎的心灵再也见不到春光。

你走山路，我走平原，

我要比你先到苏格兰。

但我和我爱人永不能再相见，

在那最美丽的罗梦湖岸上。

## 原歌词（低地苏格兰语）
By yon bonnie banks an' by yon bonnie braes 

Whaur the sun shines bright on Loch Lomond 

Whaur me an' my true love will ne'er meet again (alternate: Where me and my true love were ever lak/wont tae gae) 

On the bonnie, bonnie banks o' Loch Lomon'.

Chorus: 

O ye'll tak' the high road, and Ah'll tak' the low (road) 

And Ah'll be in Scotlan' afore ye 

Fir me an' my true love will ne'er meet again 

On the bonnie, bonnie banks o' Loch Lomon'.

'Twas there that we perted in yon shady glen 

On the steep, steep sides o' Ben Lomon' 

Whaur in (soft) purple hue, the hielan hills we view 

An' the moon comin' oot in the gloamin’.

Chorus

The wee birdies sing an' the wild flouers spring 

An' in sunshine the waters are sleeping 

But the broken heart it kens, nae second spring again 

Tho' the waeful may cease frae their greetin'. (alternate: Tho' the woeful may cease from their grieving)

Chorus

## 在流行文化中
进入20世纪，这首歌被众多电影和电视剧用作插曲，最为人熟知的是出现在电影《魂断蓝桥》中罗伊和玛拉前往苏格兰乡间的桥段里。
这首歌也出现在许多当代歌手的作品中。
2015年同名专辑里，中国歌手李健在《消失的月光》改编了《罗梦湖》的旋律，而把它重新填词。